# A Dragon Ball szereplőinek listája
Ez a lista a Dragon Ball, a Dragon Ball Z és a Dragon Ball GT animesorozatok szereplőit listázza.

## Dragon Ball szereplői
| Akhania, a tündérlány   | Kiss Virág                               |
| Annin papnő             | Simorjay Emese                           |
| Arale                   | Roatis Andrea                            |
| Baba                    | Fodor Zsóka                              |
| Black tábornok          | F. Nagy Zoltán                           |
| Blue tábornok           | Rosta Sándor                             |
| Bora                    | Tarján Péter                             |
| Bulma                   | Kiss Erika                               |
| Chaosz                  | Minárovits Péter                         |
| Chappa, a király        | Seszták Szabolcs                         |
| Chi-Chi                 | Törtei Tünde                             |
| Chubba (Repülő sárkány) | Melis Gábor                              |
| Cymbal                  | Bognár Zsolt                             |
| Dolong (Oolong)         | Both András Melis Gábor                  |
| Dr. Brief               | Tarján Péter Csuha Lajos Verebély Iván   |
| Égi Sárkány             | Wohlmuth István                          |
| Fanfan                  | Roatis Andrea                            |
| Fertő                   | Tarján Péter                             |
| Gola                    | Pálfai Péter                             |
| Gold                    | Pálfai Péter                             |
| Gyuma                   | Melis Gábor Várkonyi András Pálfai Péter |
| Hasky                   | Orosz Helga                              |
| Ifjú Sátán              | Csík Csaba Krisztián                     |
| Jázmin                  | Háda János                               |
| Karin mester            | Harmath Imre                             |
| Ken, az óriás kisfia    | Szvetlov Balázs                          |
| Krilin                  | Háda János Galambos Péter Breyer Zoltán  |
| Lansh                   | Zakariás Éva                             |
| Macsek                  | Kassai Károly Galkó Balázs               |
| Meil                    | Kökényessy Ági                           |
| Mindenható              | Konrád Antal                             |
| Momo                    | Bede-Fazekas Szabolcs                    |
| Mrs. Brief              | Detre Annamária                          |
| Muraszaki nindzsa       | Kálloy Molnár Péter                      |
| Nam                     | Holl Nándor                              |
| Nam testvére            | Előd Álmos                               |
| Oktogon                 | Horváth Zsuzsa                           |
| Pilaf                   | Harsányi Gábor                           |
| Red tábornok            | Pálfai Péter                             |
| Renardo                 | Seszták Szabolcs                         |
| Sembei Norimaki         | Konrád Antal                             |
| Shau                    | Hankó Attila                             |
| Shula                   | Rosta Sándor                             |
| Silver                  | Tarján Péter                             |
| Silver ezredes          | Kőszegi Ákos                             |
| Son Gohan nagyapa       | Kun Vilmos                               |
| Son Goku                | Lippai László                            |
| Suno                    | Kiss Erika                               |
| Suno édesanyja          | Málnai Zsuzsa                            |
| Suno édesapja           | Tarján Péter                             |
| Szívtelen Sátán         | Konrád Antal                             |
| Tamborine               | Varga Tamás                              |
| Tao Paipai              | Breyer Zoltán                            |
| Taro                    | Seszták Szabolcs                         |
| Teknős                  | Pataky Imre                              |
| Tensinhan               | Megyeri János Wohlmuth István            |
| Upa                     | Szokol Péter                             |
| White kapitány          | Reviczky Gábor                           |
| Yairobei                | Szűcs Sándor                             |
| Yamcha                  | Forgács Péter Breyer Zoltán              |
| Zseniális Holló         | Szokolay Ottó                            |
| Zseniális Teknős        | Kenderesi Tibor                          |

## Dragon Ball Z szereplői
| Idősebb Neptunusz (Istenek bölcse)     | Vizy György                  |
| Árva-felkutató                         | Pálmai Szabolcs              |
| Baba                                   | Gruiz Anikó                  |
| Babidi                                 | Tarján Péter                 |
| Banan                                  | R. Kárpáti Péter             |
| Bardock                                | Lippai László                |
| Bibidi                                 | Tarján Péter                 |
| Bora                                   | R. Kárpáti Péter             |
| Bra                                    | Haffner Anikó                |
| Bubu                                   | Kárpáti Levente              |
| Bubu (kövér)                           | Csík Csaba                   |
| Bulma                                  | Kiss Erika                   |
| Butta                                  | Salinger Gábor               |
| C-6                                    | Breyer László                |
| C-16                                   | Megyeri János                |
| C-17                                   | Crespo Rodrigo               |
| C-18                                   | Liptai Claudia               |
| C-19                                   | Kardos Gábor                 |
| Cell                                   | Balázsi Gyula                |
| Chaos                                  | Minárovits Péter             |
| Chi-Chi                                | Törtei Tünde Mezei Kitty     |
| Chico                                  | Mánya Zsófia                 |
| Cord tábornok                          | Botár Endre                  |
| Cydoni                                 | Mánya Zsófia                 |
| Déli Kaito                             | Salinger Gábor               |
| Dende                                  | Roatis Andrea                |
| Dermesztő                              | Cs. Németh Lajos             |
| Dermesztő katonája                     | Kárpáti Tibor                |
| Devla                                  | Csuha Lajos                  |
| Dodoria                                | Bessenyei Emma               |
| Dolong (Ooolong)                       | Melis Gábor                  |
| Dr. Brief                              | Verebély Iván                |
| Dr. Gero                               | Rudas István                 |
| Emily                                  | Vadász Bea                   |
| Ena                                    | Molnár Ilona                 |
| Garbig Junior                          | Rosta Sándor                 |
| Ginyu kapitány                         | Holl Nándor                  |
| Gotrunk (Trunk és Goten fuzionálva)    | Szokol Péter                 |
| Goz                                    | Csuja Imre                   |
| Gregory                                | Bartucz Attila               |
| Guldo                                  | Bácskai János                |
| Gyuma                                  | Pálfai Péter                 |
| hercegnő                               | Mics Ildikó                  |
| Herkules                               | Imre István                  |
| Herkules impresszáriorja               | Kiss Virág                   |
| Ifjú Sátán                             | Csík Csaba Krisztián         |
| Jeice                                  | Sztarenki Pál                |
| Kai király                             | Kristóf Tibor                |
| Kaito                                  | Beregi Péter Verebély Iván   |
| Keleti Kaito                           | Zsolnai Júlia                |
| Kibito                                 | Barbinek Péter               |
| Kiwi                                   | Imre István                  |
| Krilin                                 | Breyer Zoltán                |
| Lansh                                  | Zakariás Éva                 |
| Macaroni                               | Rajkai Zoltán                |
| Macsek                                 | Galkó Balázs                 |
| Malaka                                 | Varga Tamás                  |
| Marron (Marlene)                       | Tátrai Zita                  |
| Mez                                    | Németh Gábor                 |
| Mindenható                             | Konrád Antal                 |
| Momo                                   | Bede-Fazekas Szabolcs        |
| Mrs. Brief                             | Detre Annamária              |
| namek nagyfőnök                        | Kristóf Tibor                |
| Nappa                                  | Horányi László               |
| narrátor                               | Bordi András                 |
| Neptunusz                              | Sztarenki Pál                |
| Nil                                    | Juhász György                |
| Nyugati Kaito                          | Forgács Gábor Salinger Gábor |
| Olivue                                 | Janovics Sándor              |
| Uub                                    | Bódy Gergő                   |
| Pan                                    | Haffner Anikó                |
| Paul Kuan                              | Barabás Kiss Zoltán          |
| Piepie                                 | Kárpáti Levente              |
| Pigero                                 | Markovics Tamás              |
| Porunga                                | Uri István                   |
| Raditz                                 | Megyeri János                |
| Reacum                                 | Németh Gábor                 |
| Rom                                    | Bogdán Gergő                 |
| Sármos                                 | Welker Gábor                 |
| Shibito                                | Sztarenki Pál                |
| Son Gohan Son Gohan (felnőtt)          | Koltai Judit Csőre Gábor     |
| Son Goku                               | Lippai László                |
| Son Goten (gyerek) Son Goten (felnőtt) | Koltai Judit Markovics Tamás |
| Tapikar                                | Vizy György                  |
| Teknős                                 | Pataki Imre                  |
| Tensinhan                              | Wohlmuth István              |
| Tortellini                             | Lázár Sándor                 |
| Trunks                                 | Szokol Péter                 |
| Upa                                    | Szokol Péter                 |
| Vegeku (Son Goku és Vegita fúzióban)   | Lippai László                |
| Vegita                                 | F. Nagy Zoltán Bozsó Péter   |
| Vegita király                          | Csák György                  |
| Videl                                  | Böhm Anita                   |
| Yairobei                               | Seszták Szabolcs             |
| Yako                                   | Kajtár Róbert                |
| Yama                                   | Varga Tamás Várday Zoltán    |
| Yamcha                                 | Forgács Péter                |
| Zarbon                                 | Csík Csaba                   |
| Zseniális Teknős                       | Kenderesi Tibor              |

További magyar hangok: Csőre Gábor (Garbig Junior harcosa), Hamvas Dániel (árva), Lázár Sándor (Garbig Junior harcosa), Pipó László (férfi a fűszerüzletben), Seder Gábor (férfi a fűszerüzletben), Szvetlov Balázs (árva)

## Dragon Ball GT szereplői
| Árny-Shenlong                                                                                   | Bolla Róbert                |
| Beby                                                                                            | Kossuth Gábor               |
| Bish                                                                                            | Bogdán Gergő                |
| Bish édesapja                                                                                   | Koncz István                |
| Bisu                                                                                            | Blazsovszky Ákos            |
| Bon Para                                                                                        | Fehérváry Márton            |
| Bra                                                                                             | Molnár Ilona                |
| Bulma                                                                                           | Kiss Erika                  |
| Bulma unokája                                                                                   | Kiss Erika                  |
| Buu                                                                                             | Fazekas István              |
| C-17, Szuper C-17                                                                               | Szabó Máté                  |
| C-18                                                                                            | F. Nagy Erika               |
| Cell                                                                                            | Katona Zoltán               |
| Chi-Chi                                                                                         | Törtei Tünde                |
| Chii Xing Long (Hétcsillagos sárkány)                                                           | Albert Péter                |
| Dende                                                                                           | Renácz Zoltán               |
| Dermesztő                                                                                       | Cs. Németh Lajos            |
| Dola                                                                                            | Ifj. Boldog Gábor           |
| Doma                                                                                            | Schmied Zoltán              |
| Don Kia                                                                                         | Hegedűs Miklós              |
| Don Para                                                                                        | Bardóczy Attila             |
| Dr. Gero                                                                                        | Várkonyi András             |
| Dr. Myuu                                                                                        | Várday Zoltán               |
| Enma király                                                                                     | Varga Tamás                 |
| Gale                                                                                            | Bácskai János               |
| Giru                                                                                            | Pálmai Szabolcs             |
| Herkules                                                                                        | Pálfai Péter Csuha Lajos    |
| Ifjú Sátán                                                                                      | Csík Csaba Krisztián        |
| Kaioshin                                                                                        | Posta Victor                |
| Kaioshin mester                                                                                 | Botár Endre                 |
| Kaito                                                                                           | Forgács Gábor               |
| Krilin                                                                                          | Garamszegi Gábor            |
| Ledgic                                                                                          | Presits Tamás               |
| Lene                                                                                            | Lamboni Anna                |
| Lene édesapja                                                                                   | Garamszegi Gábor            |
| Libet                                                                                           | Kis Horváth Zoltán          |
| Liu Xing Long (Hatcsillagos sárkány) Női alak: Liu Xing Long (Hatcsillagos sárkány) Férfi alak: | Czirják Csilla Sörös Miklós |
| Luud                                                                                            | Szrna Krisztián             |
| Marron                                                                                          | Csuha Borbála               |
| Mei                                                                                             | Kökényessy Ági              |
| Momo                                                                                            | Kapácsy Miklós              |
| mouma szörnyek                                                                                  | Koncz István                |
| Mutchy                                                                                          | Németh Gábor                |
| Nappa                                                                                           | Horányi László              |
| Nate                                                                                            | Pavletits Béla              |
| Neji parancsnok                                                                                 | Bartók László               |
| Ostoros Motchy                                                                                  | Bolla Róbert                |
| Pan                                                                                             | Haffner Anikó               |
| Pan barátja                                                                                     | Baráth István               |
| Pilaf                                                                                           | Harsányi Gábor              |
| Rendőrkapitány                                                                                  | Fehér Péter                 |
| Rilld tábornok                                                                                  | Élő Balázs                  |
| Ryan Xing Long (Kétcsillagos sárkány)                                                           | Szűcs Sándor                |
| San Xing Long (Háromcsillagos sárkány)                                                          | Gubányi György              |
| Shau                                                                                            | Papucsek Vilmos             |
| Sheela                                                                                          | Zakariás Éva                |
| Shenlong                                                                                        | Garamszegi Gábor            |
| Shusugoro                                                                                       | Richter Tamás               |
| Son Gohan                                                                                       | Csőre Gábor                 |
| Son Goku                                                                                        | Lippai László               |
| Son Goku Junior                                                                                 | Lippai László               |
| Son Goten                                                                                       | Markovics Tamás             |
| Son Para                                                                                        | Bor László                  |
| Sugoro                                                                                          | Jegercsik Csaba             |
| Suu Xing Long (Négycsillagos sárkány)                                                           | Maday Gábor                 |
| Taki                                                                                            | Megyeri János               |
| Trunks                                                                                          | Szokol Péter                |
| Uub                                                                                             | Szatory Dávid               |
| Valese                                                                                          | Andrádi Zsanett             |
| Vegita                                                                                          | Bozsó Péter                 |
| Vegita Junior                                                                                   | Bozsó Péter                 |
| Videl                                                                                           | Böhm Anita                  |
| Wu Xing Long (Ötcsillagos sárkány)                                                              | Németh Attila István        |
| Yii Xing Long (Egycsillagos sárkány)                                                            | Vass Gábor                  |
| Zuunama                                                                                         | Koncz István                |
| Zseniális Teknős                                                                                | Végh Ferenc                 |